# اتصال عن بعد
الاتصال عن بعد أو الاتصال البعادي عملية بها تُنقل البيانات مهما تكن طبيعتها من نقطة معينة في المكان والزمان تسمى المصدر أو المرسل إلى نقطة أخرى تسمى الجهة الهدف أو المستقبل. أمّا وسيلة الاتصال فخطوط الاتصال السلكية أو اللاسلكية أو الضوئية. ويعرف نظام الاتصال في معناه الشامل بأنه مجموعة العناصر والعمليات الضرورية لتحقيق تبادل المعلومات بين المرسل والمستقبل، وهو في معناه الخاص، الأكثر شيوعاً، نظام للاتصال يعتمد أساساً، وليس حصراً، على مبادئ الكهرباء ومفاهيمها.

## لمحة تاريخية
أدرك الناس ضرورة تحقيق الاتصال عن بعد فيما بينهم منذ قديم الزمان. وتحت ضغط هذه الضرورة جرت بحوث وتجارب لإيجاد الوسائل والطرق التي تمكن الإنسان من تجاوز المسافات والأزمنة، وتحقيق تبادل المعلومات ونقلها من بعد. وهكذا استخدم الإنسان الوسائل الضوئية لتوفير هذا التبادل والنقل مستفيداً من النار التي هي مصدر الضوء الصناعي والدخان، ولكنه لم يعرف نظام اتصال من بعد حقيقياً إلا بعد اكتشاف البرق في النصف الثاني من القرن الثامن عشر.
وبعد اختراع جهاز التلغراف الكهروميكانيكي عام 1837م وأبجدية مورس عام 1838م أقيمت مكاتب الخدمة العامة للاتصال البرقي.
يعد اختراع ألكسندر غراهام بيل الهاتف عام 1876م البداية الفعلية لعصر الاتصال عن بعد، وقد أحدث هذا الاختراع تغييراً كبيراً في حياة الناس وعاداتهم، وانتشر استخدامه بسرعة في جميع الدول الصناعية. وبعد عشرين عاماً من هذا الاختراع، أتت تجربة ماركوني للاتصال اللاسلكي، مستفيدة من انتشار الموجات الكهرومغناطيسية في الهواء المحيط بالكرة الأرضية.
وقد أتاحت تجربته توسيع مجال الاتصال عن بعد، وأمكن بفضل ذلك نشر المعلومات الصوتية بالبث الإذاعي، ثم تطورت استخدامات هذا الاكتشاف في التلفزة لنقل الصورة والصوت معاً، وفي منظومات نقل المعطيات والصور والاستشعار عن بعد والرادار والاتصالات الفضائية المدنية والعسكرية.

### المنارات والحمام
في العصور الوسطى، استخدمت ال Beacons (سلاسل من منارات لاسلكية)عادة على قمم التلال وسيلةً لترحيل الإشارات. Beacons عانت من خلل انها لا تستطيع تمرير إلا Bit واحد من المعلومات، ولذلك معنى الرسالة مثل 'قد شوهد العدو' يجب الاتفاق عليها مسبقاً. وكانت إحدى الحالات الجديرة بالذكر لاستخدامها أثناء 'أرمادا الإسبانية'، عندما beacon رحَلت إشارة من بليموث إلى لندن.
في عام 1792، بني كلود كاب، مهندس فرنسي، أنشأ أول نظام أبراق بصرية ثابتة (أو أعمدة الإشارة) بين ليل وباريس. ومع ذلك أعمدة الإشارة تعاني من الحاجة إلى مشغلات متخصصة وأبراج مكلفة على فترات من عشرة إلى ثلاثين كيلومترات (ستة إلى تسعة عشر ميل). نتيجة للمنافسة من قبل التلغراف الكهربائي، تم التخلي عن أخر خط تجاري في عام 1880.
استخدم الحمام الزاجل أحيانا على مر التاريخ في ثقافات مختلفة. ويعتقد أن للحمام الزاجل جذور فارسية وكان يستخدمها الرومان للمساعدات العسكرية. وقال فرونتينوس أن يوليوس قيصر أستخدم الحمام كمرسال في غزوة لبلاد الغال. كما نقل الإغريق أسماء المنتصرين في دورة الألعاب الأوليمبية في مختلف المدن باستخدام الحمام الزاجل. في أوائل القرن التاسع عشر، استخدمت الحكومة الهولندية النظام في جاوة وسومطرة. وفي عام 1849، بدأ بول جوليوس رويتر خدمة الحمام لنشر أسعار الأسهم بين آخن وبروكسل، هذه الخدمة عملت لمدة سنة حتى تم إغلاق الفجوة في اتصال التلغراف.

### التلغرافوالهاتف
السيد تشارلز ويتستون والسير وليام كوك فوثرجل اختراعا التلغراف الكهربائي في عام 1837. ويزعم أن أول تلغراف كهربائي تجاري شيده ويتستون وكوك وافتتح يوم 9 أبريل عام 1839. كلا المخترعين تعتبر أجهزتهم تحسنا للتلغراف الكهرومغناطيسي وليس كجهاز جديد.
صمويل مورس، وبشكل مستقل، وضع صيغة للتلغراف الكهربائي الذي أبداه دون جدوى في 2 سبتمبر 1837. وكانت شيفرته تقدما هاما على ويتستون في اسلوب الإشارة. اكتمل بنجاح أول كابل التلغراف عبر الأطلسي في 27 يوليه 1866، سامحا للاتصالات السلكية واللاسلكية عبر المحيط الأطلسي للمرة الأولى.
الهواتف التقليدية اخترعت وبشكل مستقل من قبل 'إليشا جراي' وألكسندر بيل في عام 1876. أنطونيو ميوتشي اخترع أول جهاز يسمح بنقل الطاقة الكهربائية من صوت عبر خط في 1849. ومع ذلك كان لجهاز ميوتشي قيمة عملية قليلة نظراً لاعتماده على أثر اليكتروفونيك ومن ثم يتطلب المستخدمين لوضع المتلقي في فمهم 'للاستماع' لما كان يقال. أول خدمات هاتفية تجارية أعددت في عام 1878 و1879 على جانبي المحيط الأطلسي في مدن نيو هافنز ولندن.

### الراديووالتلفاز
في عام 1832, قام جيمز ليندزي بإعطاء تجربة لطلابه بعنوان: الاتصال اللاسلكي.
في عام 1854, تمكن جيمز من تطبيق هذه التجربة على منطقة امتدت بين سكوتلندا وودهيفن، حيث تقدر هذه المسافة بثلاثة كيلومترات، حيث كان الماء هو الوسط الناقل بينهما.
في شهر ديسمبر من عام 1901, قام شخص يدعى ماكوني بإنشاء اتصال لاسلكي بين منطقة جونز في كندا ومنطقة بولدو في إنجلترا والذي حقق فوزه بجائزة نوبل في الفيزياء (التي شاركها مع زميله براون)
مع ذلك، فإن الاتصال المبني على موجات الراديو صغيرة المدى كان قد أجري عليها اختبار من قبل تسلا في عام 1893 في بحث قدم للجمعية الوطنية للكهرباء.
في يوم 25 من شهر مارس من العام 1925, تمكن بايرد من إجراء تجربة صور متحركة في إحدى الشركات العظمى في لندن. اعتمد الجهاز الذي اخترعه برايد على قرص ميكانيكي مدور يقوم بالدوران حول محور معين للقيام بمسح ضوئي على الصوة لتحليلها، وبهذا عرف جهازه بالتلفاز الميكانيكي.
لقد اعتمد هذا الجهاز على البث التجريبي الصادر من هيئة الإذاعة البريطانية التي بدأت في الثلاثين من سبتمبر من العام 1929, لكن أغلب أجهزة تلفاز القرن العشرين قد اعتمدت على أنابيب أشعة الكاثود التي اخترعها براون.
كان أول تلفاز ذو بث ناجح أنشئ من قبل فيلو، وتم تجربته أول مرة لأهله في السابع من سبتمبر من العام 1927.

### الحواسيبوالإنترنت
في 11 سبتمبر عام 1940، قام جورج بترجمة مشاكله للالة الحاسبة التي اخترعها في نيويورك، واستقبل النتائج والحلول في جامعته دارموث. إن هذا التصميم الذي تضمن حاسوب مركزي صغير وأجهزة منفصلة متحكمة به بقي مشهور جدا إلى عام 1970.
لكن قبل تلك الفترة، كان الباحثون قد اخترعوا طريقة لإرسال البيانات بطريقة مجزأة إلى المستقبل بطريقة مستقلة دون المرور بحاسوب مركزي.
ظهرت شبكة مكونة من أربعة أجزاء (أطراف) في الخامس من ديسمبر من العام 1969, حيث كانت بدايات اربانت التي ازدادت وتطورت لتضمن 213 طرف.
تم دمج اربانت مع الكثير من الشبكات الأخرى لانشاء الإنترنت. حينما كان الضوء مسلط على شبكة الإنترنت، كانت هناك العديد من الشبكات والتطورات الجديدة قد بدات بالظهور مثل الشبكة المحلية وبعض البروتوكولات مثل التوكن رينغ والايثرنت.

## المفاهيم الرئيسية

### المكونات الأساسية للاتصال من بعد
يمكن تقسيم تكنولوجيات الاتصالات في المقام الأول إلى أساليب سلكية ولاسلكية. وعموما، يتألف نظام الاتصالات الأساسي من ثلاثة أجزاء رئيسية موجودة دائما بشكل أو بآخر:
جهاز إرسال يأخذ المعلومات ويحولها إلى إشارة. وسيط إرسال ويسمى أيضًا القناة المادية التي تحمل الإشارة. ومن الأمثلة على ذلك «قناة الفضاء الحر». المستقبل يستقبل الإشارة من القناة ويحولها مرة أخرى إلى معلومات قابلة للاستعمال للمستقبل.
فعلى سبيل المثال، في محطة إذاعة راديوية، يكون مكبر القدرة الكبير في المحطة هو المرسل؛ ويكون هوائي البث هو السطح البيني بين مكبر القدرة و«قناة الفضاء الحر». قناة الفضاء الحر هي وسيط الإرسال؛ ويكون هوائي المستقبل هو السطح البيني بين قناة الفضاء الحر والمستقبل. بعد ذلك، فإن جهاز استقبال الراديو هو وجهة إشارة الراديو، وهذا هو المكان الذي يتم تحويل إشارات الراديو من الكهرباء إلى الصوت للناس للاستماع إليها.
وفي بعض الأحيان، تكون أنظمة الاتصالات «مزدوجة الاتجاه» (أنظمة ثنائية الاتجاه) مع صندوق واحد للإلكترونيات يعمل كالمُرسِل والمُستقبِل أو جهاز الإرسال والإستقبال. على سبيل المثال، الهاتف الخلوي هو جهاز مُرسِل ومُستقبِل. الالكترونيات المرسلة والالكترونيات المستقبلة داخل جهاز الإرسال والاستقبال هي في الواقع مستقلة تماما عن بعضها البعض. ويمكن تفسير ذلك بسهولة من خلال أن المرسلات الراديوية تحتوي على مكبرات طاقة تعمل بالقدرة الكهربائية المقاسة بالوات أو كيلووات، ولكن أجهزة الاستقبال الراديوية تتعامل مع القوى الراديوية التي تقاس بالميكروات أو النانووات. وبالتالي، يجب أن تكون أجهزة الإرسال/الإستقبال مصممة بعناية وبنيت لعزل الدوائر عالية الطاقة والدوائر منخفضة الطاقة من بعضها البعض، لعدم التسبب في التداخل.
وتسمى الاتصالات عبر الخطوط الثابتة بالاتصال من نقطة إلى نقطة لأنها تقع بين مرسل واحد ومستقبل واحد. وتسمى الاتصالات عن طريق البث الإذاعي الاتصالات الإذاعية لأنها بين جهاز إرسال قوي والعديد من أجهزة الاستقبال الراديوية منخفضة الطاقة ولكنها حساسة.
أما الاتصالات التي صممت فيها أجهزة إرسال متعددة ومستقبلات متعددة للتعاون والتشارك في نفس القناة المادية فانها تسمى أنظمة تعدد الإرسال. وكثيرا ما ينطوي تقاسم القنوات المادية باستخدام تعدد الإرسال على تخفيضات كبيرة جدا في التكاليف. وتوضع أنظمة متعددة الإرسال في شبكات الاتصالات، وتتحول الإشارات المتعددة الإرسال في العقد (node) إلى محطة استقبال الوجهة الصحيحة.

### الاتصالات الرقمية والتناظرية
ويمكن إرسال إشارات الاتصالات إما بواسطة إشارات تناظرية أو إشارات رقمية. هناك أنظمة الاتصالات التناظرية وأنظمة الاتصالات الرقمية. وبالنسبة للإشارة التناظرية، تتنوع الإشارة بشكل مستمر فيما يتعلق بالمعلومات.في الإشارة الرقمية، تُرَمَّزُ المعلومات كمجموعة من القيم المنفصلة (على سبيل المثال، مجموعة من الواحدات والأصفار). وخلال الانتشار والاستقبال، سيتحتم حتما تدهور المعلومات الواردة في الإشارات التناظرية بواسطة ضوضاء (تشويش) مادية غير مرغوب فيها. (الناتج من المرسل خالي من الضوضاء/التشويش لجميع الأغراض العملية).
وبصفة عامة، يمكن التعبير عن الضوضاء في نظام الاتصالات على أنها إضافة أو طرح من الإشارة المرغوبة بطريقة عشوائية تماما. ويسمى هذا الشكل من الضوضاء ضوضاء إضافية، مع فهم أن الضوضاء يمكن أن تكون سلبية أو إيجابية في مثيلات مختلفة من الزمن. الضوضاء التي ليست الضوضاء المضافة هو وضع أكثر صعوبة للوصف أو التحليل، وهذه الأنواع الأخرى من الضوضاء سيتم حذفها هنا.
ومن ناحية أخرى، ما لم يتجاوز اضطراب الضوضاء المضافة عتبة معينة، تظل المعلومات الواردة في الإشارات الرقمية سليمة. ومقاومتها للضوضاء تمثل ميزة رئيسية للإشارات الرقمية على الإشارات التناظرية.

### شبكات الاتصال عن بعد
شبكة الاتصالات السلكية واللاسلكية هي شبكة تتكون من مجموعة من الاجهزة المرسلة والمستقبلة وقنوات الاتصال التي تستخدم لإرسال الرسائل بين الاجهزة المرسلة والمستقبلة.بعض شبكات الاتصالات الرقمية تحتوي على واحد أو أكثر من اجهزة التوجيه التي تعمل معا لارسال المعلومات للمستخدم الصحيح.بينما تتكون شبكات الاتصال اللارقمية من واحد أو أكثر من اجهزة بدالات الهاتف التي تحقق تواصل بين مستخدمين أو أكثر.
شبكات الاتصالات بنوعيها سواء اكانت رقمية أو غير رقمية تحتوي على مكررات أو مكبرات الإشارات "repeaters" والتي تعتبر ضرورية لتضخيم الإشارات أو إعادة انشائها عندما يتم إرسال الإشارات عبر مسافات طويلة وذلك لتقليل حدوث التوهين والذي يسبب عدم القدرة على التمييز بين الإشارة المرسلة والإزعاج المصاحب لها.
هناك افضلية أخرى لاستخدام الأنظمة الرقمية بدلا من الانظمة اللارقمية وهي ان مخرجات الانظمة الرقمية أكثر سهولة للتخزين في الذاكرة، هذا يعني انه من الأسهل تخزين اشاراتين بجهد فولتي مختلف (عالي، منخفض) بدلا من تخزين سلسلة من الإشارات ذات الجهود الفولتية.

### قنوات الاتصال
مصطلح «القناة» له معنيان مختلفان، المقصود في المعنى الأول هو أن القناة وسط مادي يستخدم لنقل الإشارات بين المرسل والمستقبل. من الأمثلة على هذه القنوات:
الغلاف الجوي "atmosphere" للاتصالات الصوتية و"optical fiber" الألياف البصرية الزجاجية المستخدمة في بعض أنواع الاتصالات البصرية و"coaxial cables"
الكابلات المحورية للاتصالات التي تتم عن طريق الفولتية والتيارات الكهربائية والفضاء الحر للاتصالات التي تتم باستخدام موجات الرديوا، الأشعة تحت الحمراء، الضوء المرئي، الأشعة فوق البنفسجية. آخر نوع من أنواع القنوات يسمى “قناة الفضاء الخارجي".
ان إرسال موجات الراديو من مكان إلى آخر ليس له علاقة بغياب أو بوجود طبقة الغلاف الجوي بين المرسل والمستقبل، تنتقل موجات الراديو خلال الفراغ بنفس سهولة انتقالها خلال الهواء والضباب والغيوم واي نوع من أنواع الغاز.
اما المعنى الآخر «للقناة» فهو المعنى المتمثل بمصطلح قنوات الاتصال والمقصود به التقسيمات الفرعية لوسط النقل بحيث يصبح الوسط قادرا على نقل وإرسال عدة تيارات مستمرة من المعلومات في الوقت ذاته. من الامثلة على ذلك: محطة راديو واحدة تستطيع بث موجات راديو بكل الاتجاهات في الفضاء الخارجي على تردد بمقدار 94.5MHZ في المحيط الذي حولها (ميغاهيرتز) بينما محطة راديو تستطيع في الوقت نفسه بث موجات راديو في جميع الاتجاهات في المحيط الذي حولها بتردد بقدار 96.1MHZ , كل محطة راديو تستطيع ان تبث موجات راديو على تردد له سعة نطاق بمقدار 180 kHz(كيلوهرتز), هذه الترددات تسمى"ترددات الحامل". كل المحطات المذكورة في المثال السابق تبعد عن المحطة المجاورة لها بمقدار 200KHZ, والفرق بين 200KHZ و180KHZ(20KHZ)وهو فرق في الترددات وضع بدل العيوب الهندسية الموجودة في نظام الاتصالات.
في المثال المذكور في الاعلى«قناة الفضاءالخارجي» تم تقسيمها إلى قنوات اتصالات تبعا للترددات، كل قناة تم التعيين لها تردد منفصل خاص بها لتقوم ببث موجات الراديو في كل الاتجاهات، ثم ان النظام الذي يتم فيه تقسييم الوسط الناقل إلى قنوات تبعا للترددات يسمى "تنضيد بالتقسيم الترددي"وايضا يسمى"تنضيد بالتقسيم الزمني ",
المصطلح الثاني هو الاكثر شيوعا واستخداما في الاتصالات البصرية عندما تكون عدة اجهزة مرسلة تتشارك وسط النقل ذاته.
طريقة أخرى لتقسيم الوسط المادي إلى قنوات هي عن طريق تخصيص لكل مرسل شريحة متكررة من الوقت (مثلا شريحة الوقت المعطاة قد تكون 20 millisecond لكل ثانية) والسماح لكل مرسل ان يقوم بإرسال الرسائل ضمن شريحة الوقت المخصصة له. هذه الطريقة المستخدمة لتقسييم الوسط المادي إلى قنوات اتصال تسمى" تنضيد بالتقسيم الزمني "(TDM)
هذه الطريقة مستخدمة في الالياف البصرية للاتصالات، بعض انظمة الاتصالات الراديوية تستخدم TDM مخصصة في داخل قنوات FDM هذه الانظمة تستخدم مزيج من النوعيين السابقين.

### التضمين
التضمين تشكيل الإشارة لنقل المعلومات، ويمكن ان يستخدم لتمثيل الرسالة الرقمية كموجة قياسية (تناظرية).
وهذا يطلق عليه عادة (الشائع) التشكيل أو التزرير (keying) –وهو مصطلح مشتق من الاستخدام الاقدم لقوانين (مبادئ) مورس في الاتصالات-وعدة تقنيات أو طرق (keying) موجودة وتشمل هذه
(phase –shift keying,Frequency-shift keying, Amplitude –shift keying)، فمثلا نظام البلوتوث يستخدم لتبادل المعلومات بين مختلف الأجهزة. بالإضافة إلى ذلك، هناك مجموعات (توليفات) من ASK and PSK والذي يسمى (في مصطلحات المجال) “Quadrature amplitude (QAM) modulation” والذي يستعمل في أنظمة الاتصالات الراديوية الرقمية عالية السعة.
ويمكن أيضًا أن يستخدم التضمين (التضمين) (modulation) لنقل معلومات الإشارات القياسية ذات التردد المنخفض عند ترددات أعلى. وهذا مفيد لأن الإشارات القياسية (التناظرية) منخفضة التردد لا يمكن أن تنتقل على نحو فعال (على مساحة فارغة (حرة)) ومن هنا المعلومات من الإشارات القياسية ذات التردد المنخفض يجب أن تتأثر بالإشارات عالية التردد (التي تعرف ب «الموجة الحاملة Carrier wave») قبل الإرسال.
هناك العديد من مخططات التضمين (التضمين) (modulation) المتاحة لتحقيق اثنين من أبسط كونها (amplitude modulation AM) و(frequency modulation FM). ومن الامثلة على هذه العملية صوت قرص جوكي”disk jockey’s” الذي تأثر إلى MHZ96 «موجة حاملة» باستخدام تشكيل التردد.
الصوت سوف يتم استقباله كقناة "96" 
بالإضافة إلى ذلك التشكيل (التضمين (التضمين)) (modulation له ميزة انه قد يستخدم (frequency division (multiplexing (FDM)

## المجتمع
وللاتصال عن بعد اثر اجتماعي وثقافي واقتصادي كبير على المجتمع الحديث.في عام 2008 حددت (وضعت) التقديرات ايرادات صناعة الاتصالات في 4.7 ترليون دولار أو اقل بقليل من 3% من اجمالي الناتج العالمي (سعر الصرف الرسمي). وتناقش عدة اقسام التالية اثر الاتصالات على المجتمع.

### الأثر الاقتصادي

#### الاقتصاد الجزئي
على صعيد الاقتصادي الجزئي، استخدمت الشركات الاتصالات للمساعدة في بناء امبراطوريات التجارة العالمية، وهذا واضح في حالة البيع على الإنترنت مثل موقع amazon.com. لكن وفقا للأكاديمي ادوارد لينرت، حتى البائع التقليدي والمارت مستفيد من بنية تحتية أفضل للاتصالات مقارنة مع منافسيه.
يستخدم مالكوا البيوت في المدن في كافة انحاء العالم هواتفهم لطلب وترتيب مجموعة من الخدمات المنزلية بدءا من تسليم البيتزا إلى الكهربائيين. وقد لوحظ انه حتى المجتمعات الفقيرة نسبيا تستخدم الاتصالات للإفادة.
في بنغلادش في منطقة نارسينجدي، يستخدم القرويون المعزولون الهواتف الخلوية للتحدث مباشرة مع تجار الجملة للحصول على أفضل سعر لبضائعهم.
في مقهى Côte d'Ivoire يتشارك المزارعون هواتفهم الخلوية ليتابعوا أسعار القهوة المختلفة في كل ساعة وبيعها بأفضل سعر.

#### الاقتصاد الكلي
على صعيد الاقتصاد الكلي اقترح Lars-Hendrik Röller وLeonard Waverman سبب الترابط بين البنية التحتية الجيدة للاتصالات والنمو الاقتصادي.
القليل يتنازعون حول وجود الترابط والارتباط على الرغم من بعض التجادل إلا أنه من الخطأ عرض العلاقة كعلاقة سببية. لأنه بسبب الفوائد الاقتصادية للبنية التحتية الجيدة للاتصالات هنالك قلق يتزايد حول الوصول الظالم أو الغير عادل لخدمات الاتصال بين البلدان المتنوعة في العالم وهذا يعرف بالتقسيم الرقمي.
أظهر أو كشف استطلاع قام به الاتحاد الدولي للاتصالات (ITU) عام 2003 أن ثلث البلدان تقريبا يمتلكون أقل من اشتراك هاتفي واحد لكل 20 شخص بينما ثلث من البلدان يمتلكون أقل من اشتراك هاتف ارضي واحد لكل 20 شخص.
أما في حالة استخدام الإنترنت، يمتلك نصف البلدان تقريبا أقل من واحد من عشرين شخص امكانية استخدامه. من هذه المعلومات، كما البيانات التعلمية كان الاتحاد الدولي للاتصالات (ITU) قادر على تجميع مؤشرات تقيس القدرة العامة للمواطنين على الوصول إلى تكنولوجيا المعلومات والاتصالات واستخدامها.
باستخدام هذا المقياس تصنف السويد، الدنمارك وايسلندا الأعلى استلاما.
أما الدول الإفريقية ناجيريا، بوركينا فاسو ومالي يتم تصنيفهم من ضمن الأقل استلاما.

### الأثر الاجتماعي
الاتصالات السلكية واللاسلكية قد لعبت دوراً هاما في العلاقات الاجتماعية. ومع ذلك، كانت الأجهزة مثل نظام الهاتف المعلن أصلاً مع تركيز على الأبعاد العملية للجهاز (مثل القدرة على القيام بالأعمال التجارية أو ترتيب الخدمات المنزلية) بدلاً من الأبعاد الاجتماعية. لم يكن حتى أواخر العشرينيات والثلاثينيات من القرن العشرين أن الأبعاد الاجتماعية للجهاز أصبح سمة بارزة في إعلانات الهاتف. وبدأت عروض جديدة جذابة للعواطف المستهلكين، وإذ تشدد على أهمية المحادثات الاجتماعية والبقاء على اتصال مع العائلة والأصدقاء.
منذ ذلك الحين والاتصالات السلكية واللاسلكية لها دور كبير في العلاقات الاجتماعية والتي أصبح الاهتمام بها في تزايد. وفي السنوات الأخيرة، زادت شعبية مواقع الشبكات الاجتماعية جذريا. هذه المواقع تسمح للمستخدمين بالاتصال مع بعضها البعض، فضلا عن نشر الصور والأحداث والملامح للآخرين لرؤيتها. يمكن قائمة التشكيلات الجانبية للشخص العمر والمصالح، والتفضيل الجنسي وحالة العلاقة. وبهذه الطريقة، هذه المواقع يمكن أن تلعب دور مهم في كل شيء بدءاً من تنظيم التعاقدات الاجتماعية إلى فترة الخطوبة.
قبل مواقع الشبكات الاجتماعية، مثل تكنولوجيا خدمة الرسائل القصيرة (SMS) والهاتف أثر كبير أيضًا في التفاعلات الاجتماعية. في عام 2000، أفادت مجموعة بحوث السوق ايبسوس موري أن 81% مستخدمي الرسائل القصيرة 15-24 سنة في المملكة المتحدة قد استخدمت الخدمة لتنسيق الترتيبات الاجتماعية ونسبة 42 في المائة لمغازلة.

### آثار أخرى
من الناحية الثقافية، زادت الاتصالات السلكية واللاسلكية قدرة الجمهور على الحصول على الموسيقى والأفلام. مع التلفزيون، والناس يمكن مشاهدة الأفلام لم آر قبل في منازلهم دون الحاجة إلى السفر إلى تخزين الفيديو أو السينما. مع الإذاعة والإنترنت، الناس يمكن الاستماع إلى الموسيقى أنهم لم يسمعوا قبل دون الحاجة إلى السفر لتخزين الموسيقى.
كما حولت الاتصالات السلكية واللاسلكية طريقة الناس في الحصول على الأخبار. تحديد مسح عام 2006 (الجدول الأيمن) من الأميركيين أكثر قليلاً من 3,000 التي لا تستهدف الربح «بيو إنترنت» ومشروع الحياة الأمريكية في الولايات المتحدة الغالبية إذاعية أو تلفزيونية عبر الصحف. الاتصالات السلكية واللاسلكية تأثيراً كبيرا على قدم المساواة في الإعلان. هناك وسائط الاستخبارات أفادت أن 58% من الإعلان عن الإنفاق في الولايات المتحدة في عام 2007، أنفق على وسائل الإعلام التي تعتمد على الاتصالات السلكية واللاسلكية.

## الحكومة
وقد سنت العديد من البلدان تشريعات تتفق مع لوائح الاتصالات الدولية التي وضعها الاتحاد الدولي للاتصالات السلكية واللاسلكية، وهي "الوكالة الرائدة للأمم المتحدة في مجال تكنولوجيا المعلومات والاتصالات" International Telecommunication Union : About ITU. ITU. Accessed 21 July 2009. (PDF of regulation). وفي عام 1947، في مؤتمر مدينة المحيط الأطلسي، قرر الاتحاد الدولي للاتصالات "توفير الحماية الدولية لجميع الترددات المسجلة في قائمة تردد دولية جديدة واستخدامها وفقا للوائح الراديو". وطبقا للوائح الراديو الصادرة عن الاتحاد في مدينة أتلانتيك، فإن جميع الترددات المشار إليها في المجلس الدولي لتسجيل الترددات، التي يدرسها المجلس وتسجيلها في قائمة الترددات الدولية "لها الحق في الحماية الدولية من التداخلات الضارة" (Codding, George A. Jr. "Jamming and the Protection of Frequency Assignments". The American Journal of International Law, Vol. 49, No. 3 (July , 1955), Published by: American Society of International Law. pp. 384–388. Republished by JSTOR.org The American Journal of International Law". Accessed 21 July 2009.).
ومن منظور عالمي، جرت مناقشات وتشريعات سياسية تتعلق بإدارة الاتصالات والبث الإذاعي. يناقش تاريخ البث بعض المناقشات فيما يتعلق بموازنة الاتصالات التقليدية مثل الطباعة والاتصالات مثل البث الإذاعي. Wood, James & Science Museum (Great Britain) "History of international broadcasting". IET 1994, Volume 1, p. 2 of 258 ISBN 0-86341-302-1, ISBN 978-0-86341-302-5. Republished by Googlebooks. Accessed 21 July 2009. اندلعت الحرب العالمية الثانية على أول انفجار للدعاية الإذاعية الدولية. Wood, James & Science Museum (Great Britain) "History of international broadcasting". IET 1994, Volume 1, p. 2 of 258 ISBN 0-86341-302-1, ISBN 978-0-86341-302-5. Republished by Googlebooks. Accessed 21 July 2009. وقد استخدمت كل من البلدان وحكوماتها والمتمردين والإرهابيين والميليشيات تقنيات الاتصالات والإذاعة لتعزيز الدعاية. Wood, James & Science Museum (Great Britain) "History of international broadcasting". IET 1994, Volume 1, p. 2 of 258 ISBN 0-86341-302-1, ISBN 978-0-86341-302-5. Republished by Googlebooks. Accessed 21 July 2009. ] وبدأت الدعاية الوطنية للحركات السياسية والاستعمار في منتصف الثلاثينيات. في عام 1936، بثت هيئة الإذاعة البريطانية دعاية إلى العالم العربي لمواجهة بعض الإذاعات المماثلة من إيطاليا، والتي كانت لها أيضًا مصالح استعمارية في شمال أفريقيا. Wood, James & Science Museum (Great Britain) "History of international broadcasting". IET 1994, Volume 1, p. 2 of 258 ISBN 0-86341-302-1, ISBN 978-0-86341-302-5. Republished by Googlebooks. Accessed 21 July 2009.
وكثيرا ما يستخدم المتمردون الحديثون، مثلهم في حرب العراق الأخيرة، مكالمات هاتفية مخيفة، ورسائل قصيرة، وتوزيع أشرطة فيديو متطورة لهجوم على قوات التحالف خلال ساعات من العملية.
وفي 10 تشرين الثاني / نوفمبر 2014، أوصى الرئيس أوباما لجنة الاتصالات الاتحادية بإعادة تصنيف خدمة الإنترنت واسعة النطاق كخدمة للاتصالات السلكية واللاسلكية من أجل الحفاظ على الحياد (Wyatt, Edward (10 November 2014). "Obama Asks F.C.C. to Adopt Tough Net Neutrality Rules". New York Times. Retrieved 15 November 2014.).راية محمود خالد

## وسائل الإعلام الحديثة

### مبيعات المعدات في جميع أنحاء العالم
وفقا للبيانات التي جمعتها غارتنر  وآرز تكنيكا  المبيعات الرئيسية لمستهلكي أجهزة الاتصالات في جميع أنحاء العالم في الملايين كانت
الألياف البصرية توفر اتساع نطاق أرخص للاتصالات على مسافات بعيدة.
في شبكة الهاتف الخلوي، المتصل يتصل بالشخص المراد التحدث إليه من خلال محول اختيار في مختلف مقاسم الهاتف (سنترال). محول الاختيار ينشئ اتصال كهربائي بين المستخدمَين وإنشاء هذه المحولات يتم بشكل إلكتروني عندما يطلب المتصل الرقم. بمجرد إنشاء الاتصال، صوت المتصل يتحول إلى إشارة كهربائية باستخدام مذياع (ميكروفون) صغير في سماعة هاتف المتصل. هذه الإشارة الكهربائية ترسل باستخدام الشبكة إلى المستخدم في الجانب الآخر ويتم إرجاع تحويلها إلى صوت باستخدام مكبر صوت صغير في سماعة هاتف المتصل.
الهواتف الأرضية في معظم المنازل السكنيّة متناظرة كتالي، مكبر الصوت مباشرة يقرر مقدار فولتية الإشارة. أيضًا الاتصالات على مسافات قريبة قد يتم التعامل معها على شكل إشارة تناظرية من نهاية إلى نهاية، على شكل متزايد مقدمي الخدمات الهاتفية يحولون الإشارات إلى إشارات رقمية بشفافية للإتصال. إيجابية هذا أن بيانات الصوت المرقمن يمكن ان ينتقل جنباً إلى جنب مع بيانات الإنترنت ويمكن إعادة إنتاجها تماما في الاتصالات بعيدة المسافات (عكس الإشارات الرقمية التي تتأثر بالضوضاء بشكل حتمي).
وكان للهواتف النقالة تأثير كبير على شبكات الهاتف. الاشتراكات الحالية للهواتف المحمولة فاق عدد الاشتراكات في الخط الثابت في كثير من الأسواق. مجموع مبيعات الهواتف النقالة في 2005 يصل إلى 816 مليون بهذه الصورة يصبح تقريباً موزع بالتساوي بين جميع أسواق آسيا والمحيط الهادئ (204م), أوروبا الغربية (164 م), أوروبا الوسطى، الشرق الأوسط وأفريقيا (153.5 م), أمريكا الشمالية (148 م), أمريكا اللاتينية (102 م). من حيث الاشتراكات الجديدة على مدى السنوات الخمس من عام 1999 , إفريقيا تجاوزت باقي الأسواق التي حققت نمواً بنسبة 58.2%. بشكل متزايد هذه الهواتف يتم خدمتها من خلال أنظمة حيث يتم نقل المحتوى الصوتي الكترونياً مثل النظام العالمي للاتصالات المتنقلة مع مجموعة من الأسواق التي اختارت إبطال الأنظمة التناظرية مثل نظام الهاتف المحمول المتقدمة.
كان هنالك ايضاً تغيرات دراماتيكية في الاتصالات الهاتفية خلف الكواليس. ابتداءً من عمليات ال (TAT-8)؛(كان كابل الاتصالات عبر الأطلسي الثامن وأول كابل الألياف البصرية عبر الأطلسي) عام 1988, شهدت التسعينيات انتشاراً واسعاً لتبني الأنظمة المعتمدة على الألياف الضوئية. الفائدة من الإتصال باستخدام الألياف الضوئية هو انها توفر زيادة حادة في سعة البيانات. TAT-8 بحد ذاتها كانت قادرة على حمل 10 أضعاف من المكالمات الهاتفية التي كان يحملها آخر كابل نحاس وضع في ذلك الوقت. واليوم كابل الألياف البصرية له القدرة على حمل 25 ضعف من المكالمات الهاتفية التي تحملها TAT-8 . الزيادة في سعة البيانات يعود إلى عدة عوامل منها:
اولاً: الألياف الضوئية اصغر بكثير مقارنة مع غيرها من التكنلوجبا المنافسة لها .
ثانياً: لا تعاني من تداخل الصوت، هذا يعني أن المئات منهم لهم القدرة على الاجتماع معاً في كابل واحد.
اخيراً: تحسين الإرسال المتعدد أدى إلى نمو كبير في سعة البيانات لكابل الألياف البصرية الواحد.
الإتصال باستخدام العديد من شبكات الألياف البصرية الحديثة بروتوكول معروف باسم (ATM) نمط النقل اللامتزامن . يتيح نمط النقل اللامتزامن بنقل البيانات جنباً إلى جنب كما ذكر في الفقرة الثانية أعلاه. هذه الطريقة تلائم شبكات الهاتف العمومية لأنها تؤسس مسار للبيانات من خلال الشبكة وارتباطها في عقد المرور مع ذلك المسار. عقد المرور هو اتفاقية تتم بين المستخدم والشبكة عن كيفية تعامل الشبكة مع البيانات ؛ إذا كانت الشبكة لا تستطيع التماشي مع تلك الشروط المحددة بعقد المرور بالتالي لا تقبل الشبكة الاتصال بهذا المستخدم. هذا الموضوع مهم جداً، لأن المكالمات الهاتفية ممكن أن تتفاوض على عقد من أجل أن يضمنوا لأنفسهم معدل تدفق بيانات ثابت، هذا شيء ليكفل أن يصل صوت المتصل بلا تأخير في بعض الأوقات أو انقطاع كامل. هنالك منافسين كثر على ال نمط النقل اللامتزامن (ATM), مثل (MPLS) (تحويل شارة البروتوكولات المتعددة). هذا يؤدي الوظيفة ذاتها ويتوقع أن تحل محل ال (ATM) نمط النقل اللامتزامن في المستقبل .
الألياف الضوئية: fiber optic
إحدى مكونات الهاتف التي يضعها المستخدم على أذنه وفمه لإرسال وإستقبال الصوت: Handset: هي ظاهرة تحدث عند إرسال إشارة على قناة معينة تخلق تأثير غير مرغوب به. Crosstalk

### الراديو (المذياع)
الاذاعة هي تكنولوجيا تستخدم موجات الراديو لنقل المعلومات، مثل الصوت، من خلال خصائص تحوير منتظمة من موجات طاقة كهرومغناطيسية تنتقل عبر الفضاء، مثل السعة والتردد، المرحلة، أو عرض النبضة بهم. عندما تضرب موجات الراديو موصلات الكهربائية، تتأرجح الحقول لتحفز التيار المتردد في الموصل. المعلومات الواردة في موجات يمكن استخراجها وتحويلها مرة أخرى إلى شكلها الأصلي.
أنظمة الراديو في حاجة إلى الإرسال لتضمين (تغيير) بعض الممتلكات من الطاقة منتجة لإقناع إشارة على ذلك، على سبيل المثال استخدام تضمين السعة أو تضمين الزاوية التي يمكنها تضمين تردد أو مرحلة التشكيل). تحتاج الأنظمة الراديوية أيضًا هوائي لتحويل التيارات الكهربائية إلى موجات الراديو، والعكس بالعكس. ويمكن استعمال هوائي للإرسال والاستقبال على السواء. الرنين الكهربائي من الدوائر يتم ضبطها في أجهزة الراديو لتسمح للمحطات الفردية الاختيار. يتم اعتراض الموجة الكهرومغناطيسية بواسطة هوائي استقبال موالف. يتلقى استقبال لاسلكي مدخلاته من هوائي وتحولها إلى شكل يمكن استخدامه للمستهلك، مثل الصوت، والصور، والبيانات الرقمية والقيم القياس، ومواقف الملاحية، إلخ. ترددات الراديو تحتل مجموعة من 3 كيلو هرتز إلى 300 جيجا هرتز، على الرغم من الاستخدامات المهمة تجاريا من استخدام الراديو سوى جزء صغير من هذا الطيف.
نظام الاتصالات اللاسلكية يرسل إشارات عن طريق الراديو. ومعدات الراديو المشاركة في نظم الاتصالات وتشمل جهاز إرسال وجهاز استقبال، ولكل منها هوائي والمعدات الطرفية المناسبة مثل ميكروفون في الإرسال ومكبر الصوت في جهاز الاستقبال في حالة وجود نظام صوت والاتصالات.
الراديو و(المذياع)
يرسل برج البث المركزي عالي القوة في نظام البث موجة كهرمغناطيسة عالية التردد إلى مستقبلات عديدة منخفضة القدرة حيث يتم تشكيل موجة عالية التردد _تلك الموجة التي أرسلها البرج _مع إشارة تحتوي على معلومات بصرية أو معلومات يتم ضبطها ثم استقبالها وذلك لالتقاط موجة عالية التردد ويستخدم محول للمعلومات البصرية أو الصوتية وتكون إشارة البث إما تقبل تناظري للمعلومات كما انه من الممكن ان تكون المعلومات الرقمية من مثل مجموعة من القيم المنفصلة يعتبر نظام البث الموجة المركزية للإرسال المرئي عالية الأداء التي يرسلها البرج، حيث يتم تشكيلها بإشارة تحتوي على معلومات مرئية ثم يتم ضبط المستقبل بحيث يتم التقاط التردد العالي، ويستخدم مزيل التشكيل لاسترداد الإشارة التي تحتوي على المعلومات المرئية أو الصوتية ويمكن أن تكون إشارة البث إما تناظرية (تتنوع الإشارة بشكل مستمر فيما يتعلق بالمعلومات) أو يتم ترميز المعلومات الرقمية كمجموعة من القيم المنفصلة، 
إن صناعة الوسائط الإذاعية في نقطة تحول حاسمة في مجال تطورها وذلك مع انتقال العديد من البلدان من النظير إلى البث الرقمي. ويتحقق هذا التحرك من خلال إنتاج دوائر متكاملة أقل سعرا وأسرع وأكثر قدرة. والميزة الرئيسة للبث الاذاعي أنه يمنع عددا من الشكاوى الشائعة للبث التناظري التقليدي وعلى سبيل المثال: التلفاز، يشمل هذا الجانب القضاء على مشاكل منها الصور الثلجية والظلال وغيرها من جوانب التشويه، اذ تحدث هذه الظاهرة بسبب طبيعة انتقال التناظرية. وهو ما يعني أن الاضطرابات الناجمة عن خلل الصوت سوف تكون واضحة في الناتج النهائي وعلاوة على ذلك ان الانتقال الرقمي يتغلب على هذه المشكلة لأن الإشارات الرقمية يتم تخفيضها إلى قيم منفصلة عند الاستقبال وبالتالي لا تؤثر الاضطرابات الصغيرة على الناتج النهائي ففي مثال مبسط، إذا كانت الرسالة الثنائية 1011 المرسلة [1.0.0.0 1.0 1.0] والمستقبلة [0.9 0.2 1.1 0.9] , فان فك شفرة الرسالة الثنائية 1011 استنساخا كاملا لما تم إرساله مسبقا.وفقا لهذا المثال، فان مشكلة الإرسال الرقمي أيضًا أن ينظر إليها فيما إذا كان الضجيج كبيرا بما فيه الكفاية حيث يمكن أن يغير كثيرا من رسالة فك الشفرة . وباستخدام تصحيح الأخطاء، يمكن للمستقبل تصحيح عدد قليل من أخطاء البتات في الرسالة الناتجة، غير أن الكثير من الضوضاء ستؤدي إلى مخرجات غير مفهومة وتراجع في الإرسال في مجال الإرسال التلفزيوني الرقمي،

وهناك ثلاثة معايير متنافسة من المرجح اعتمادها في جميع أنحاء العالم، وهي معايير Advanced Television) ATSC) (هيئة أنظمة التلفزيون المتطورة) و(DVB) (Digital Video Broadcasting) (بث الفيديو الرقمي).
و (ISDB) (Integrated Services Digital Broadcasting) (الخدمات المتكاملة الإذاعة الرقمية).
إذ تعتبر هذه المعايير المصرح بها حتى الآن . وتستخدم جميع المعايير الثلاثة MPEG-2 لضغط الفيديو. وATSC يستخدم Dolby Digital AC-3 لضغط الصوت، ISDB يستخدم متقدمة الترميز السمعي (MPEG-2 part 7) ومعيارا للصوت DVB
وعلى اية حال، ان على الرغم من التحول إلى الرقمية، لا يزال التلفزيون التناظري يتنقل في معظم البلدان. والاستثناء الوحيد هو الولايات المتحدة التي أنهت البث التلفزيوني التناظري في 12 يونيو 2009 
بعد تأخير تكرر لمرتين على الموعد النهائي للتحويل (وذلك من خلال جميع الاطراف باستثناء محطات الطاقة التي تستخدمه بشكل منخفض للغاية) كما أنهت كينيا البث التلفزيوني التناظري في ديسمبر كانون الأول لعام 2014 بعد تأخيرات متعددة، ان هناك ثلاثة معايير مستخدمة في البث التلفزيوني الملون تلك المعروفة باسم PAL (المصممة الألمانية)، وNTSC (المصممة في أمريكا الشمالية)، وSECAM (المصممة الفرنسية)، ان من المهم أن نفهم أن هذه هي طرق الإرسال التلفزيوني الملون، وأنه من غير الممكن فعل شيء بمعايير الأبيض والأسود في التلفزيون، والتي تختلف أيضًا من بلد إلى آخر. من جانب اخر ان التحول من الراديو التناظري إلى الراديو الرقمي يعتبرأكثر صعوبة من خلال أجهزة الاستقبال الموجودة في جزء صغير من السعة الرقمية

إن اختيار التشكيل الأساسي بين (AM) أو تضمين التردد (FM) لتحقيق تشغيل الستريو يستخدم الموجة الحاملة الفرعية التضمينية بالاتساع ستيريو FM .

### تعليل اللفظ أو إتيمولوجيا
مصطلح 'الراديو' مشتق من الكلمة اللاتينية 'دائرة نصف قطرها'، وهذا يعني 'تكلم عن عجلة، شعاع من الضوء، راي'. تم تطبيقه أول مرة على الاتصالات في عام 1881 عندما اعتمد، بناءً على اقتراح من عالم فرنسي إرنست ميركادير، ألكسندر جراهام بيل 'راديوفون' (بمعنى 'صوت مشع') كاسم بديل لنظام الإرسال البصري للضوء الضوئي. غير أن هذا الاختراع لن يعتمد على نطاق واسع.
بعد إنشاء هاينريش هيرتز لوجود الإشعاع الكهرومغناطيسي في أواخر ثمانينيات القرن التاسع عشر، استخدمت مجموعة متنوعة من المصطلحات في البداية للظاهرة، مع وصف مبكر للإشعاع نفسه بما في ذلك الموجات الهيرزية، والموجات الكهربائية، و'موجات الأثير' في حين أن العبارات التي تصف استخدامه في الاتصالات تشمل 'البرق الشرارة'، 'البرق الفضائي'، 'الايروجرافي '، وفي نهاية المطاف والأكثر شيوعا، 'التلغراف اللاسلكي'. ومع ذلك، تضمنت 'اللاسلكي' مجموعة واسعة من التقنيات الإلكترونية ذات الصلة، بما في ذلك الاستقراء الكهربائي والتحريض الكهرومغناطيسي والتوصيل المائي والأرضي، ولذلك كانت هناك حاجة إلى مصطلح أكثر دقة يشير فقط إلى الإشعاع الكهرومغناطيسي.
ويبدو أن أول استخدام للإذاعة بالاقتران مع الإشعاع الكهرومغناطيسي كان من قبل الفيزيائي الفرنسي إدوارد برانلي الذي طور في عام 1890 نسخة من جهاز استقبال أكثر ترابطا أطلق
عليه اسم مشغل الراديو. تم استخدام البادئة الإذاعية لاحقا لتشكيل مركب وصفي إضافي والكلمات الواصلة، وخاصة في أوروبا، على سبيل المثال، في أوائل عام 1898 نشر المنشور البريطاني 'المهندس العملي' إشارة إلى 'البرق الراديوي' و'التصوير الإشعاعي'، في حين أن النص الفرنسي لكل من 1903 و1906 برلين اتفاقية راديوتليغرافيك يتضمن عبارات راديوتليغرافيك وراديوتليغرامز.
يعود استخدام 'الراديو' ككلمة مستقلة إلى 30 ديسمبر 1904 على الأقل، عندما تكون التعليمات الصادرة عن مكتب البريد البريطاني لنقل البرقيات محددة أن 'كلمة' راديو 'يتم إرسالها في تعليمات الخدمة. واعتمدت هذه الممارسة عالميا، وكلمة 'الإذاعة' التي أدخلت على الصعيد الدولي، من قبل اتفاقية برلين الراديوية لعام 1906، التي تضمنت لائحة الخدمة التي تنص على أن 'البرقيات الراديوية يجب أن تظهر في الديباجة أن الخدمة' راديو '.
التحول إلى 'الراديو' بدلا من 'اللاسلكية' وقعت ببطء وغير متساو في العالم الناطقة باللغة الإنجليزية. ساعد لي دي فورست تعميم كلمة جديدة في الولايات المتحدة في أوائل عام 1907 أسس ديفوريست راديو شركة الهاتف، ورسالته في 22 يونيو 1907 العالم الكهربائي حول الحاجة إلى القيود القانونية حذر من أن 'فوضى الراديو سيكون بالتأكيد إلى أن يتم تطبيق هذا التنظيم الصارم '. وستؤدي البحرية الأمريكية دورا أيضا. على الرغم من أن ترجمتها لاتفاقية برلين 1906 استخدمت مصطلحي 'تلغراف لاسلكي' و'برقية لاسلكية'، بحلول عام 1912 بدأت في تعزيز استخدام 'الراديو' بدلا من ذلك. بدأ هذا المصطلح ليصبح المفضل من قبل عامة الناس في 1920مع إدخال البث. ويستند مصطلح 'الإذاعة' إلى مصطلح زراعي يعني تقريبا 'تشتت البذور على نطاق واسع'. واصلت بلدان الكومنولث البريطانية استخدام مصطلح 'لاسلكي' حتى منتصف القرن العشرين، على الرغم من أن مجلة هيئة الإذاعة البريطانية في المملكة المتحدة لديها تسمى راديو تايمز منذ تأسيسها في أوائل عام 1920.
في السنوات الأخيرة اكتسب المصطلح العام 'اللاسلكي' شعبية متجددة، حتى بالنسبة للأجهزة التي تستخدم الإشعاع الكهرومغناطيسي، من خلال النمو السريع لشبكات الحواسيب قصيرة المدى، مثل شبكة المنطقة المحلية اللاسلكية، واي-في، وبلوتوث، وكذلك الهواتف النقالة، مثل الهواتف المحمولة غسم وأومتس. اليوم، مصطلح 'راديو' يحدد جهاز الإرسال والاستقبال أو رقاقة، في حين أن 'لاسلكي' يشير إلى عدم وجود اتصالات المادية؛ وبالتالي المعدات تستخدم جزءا لا يتجزأ من أجهزة الإرسال والاستقبال الراديو، ولكن تعمل كأجهزة لاسلكية عبر شبكات الاستشعار اللاسلكية.أنظمة الراديو المستخدمة للاتصال لديها العناصر التالية. مع أكثر من 100 عاما من التنمية، ويتم تنفيذ كل عملية من قبل مجموعة واسعة من الأساليب والمتخصصة لأغراض الاتصالات المختلفة.
الإنترنت
يعتبر الإنترنت شبكة عالمية من أجهزة الحاسوب وشبكات الحاسوب التي تتواصل مع بعضها البعض باستخدام بروتوكول الإنترنت ،
إن أي جهاز حاسوب متصل بالإنترنت له عنوان (IP) فريد من نوعه حيث يمكن استخدامه من خلال أجهزة الكمبيوتر الأخرى وذلك لتتوصل اليه . وبالتالي، أي جهاز حاسوب على شبكة الإنترنت يمكنه إرسال رسالة إلى أي جهاز كمبيوتر آخر وذلك باستخدام عنوان بروتوكول الإنترنت الخاص به، وتحمل هذه الرسائل معها عنوان (IP) للحواسيب الأصلية مما يسمح بالاتصالات ثنائية الاتجاه، وبالتالي فإن الإنترنت هو تبادل للرسائل بين الحواسيب.
وتشير التقديرات إلى أن 51٪ من المعلومات التي تتدفق من خلال الشبكات ذات الإتجاهين في عام 2000 كانت تتدفق من خلال الإنترنت (42٪ من ما تبقى معظمه من خلال الهاتف الارضي الثابت)، وبحلول عام 2007 هيمن الإنترنت بشكل واضح والتقط ما نسبته (97٪) من المعلومات في شبكات الاتصالات السلكية واللاسلكية (2٪) من ما تبقى معظمه من الهواتف المحمولة. كما في 2008، يقدر ما نسبته 2.19٪ من سكان العالم أصبح بإمكانهم الوصول إلى الإنترنت بأعلى معدلات الوصول المقاسة كنسبة مئوية من السكان) ففي أمريكا الشمالية 73.6٪ وفي وقيانوسيا أستراليا (59.5٪) واما أوروبا (48.19٪),
إلا أن في شروط الوصول إلى النطاق العريض سجلت أيسلندا ما نسبته (26,7٪)، وكوريا الجنوبية (25.4) اما هولندا (25,3٪).
يعمل الإنترنت بشكل جزئي وذلك بسبب البروتوكولات التي تتحكم بنطاق أجهزة الكمبيوتر والموجهات المستخدمة للتواصل مع بعضها البعض. وإن طبيعة شبكة الاتصالات تفسح المجال إلى نهج الطبقات التي تعد بروتوكولات فردية في كومة من البروتوكولات أكثر أو أقل استقلالا من بروتوكولات أخرى. وهذا يسمح لبروتوكولات المستوى الأدنى ان تخصص لظروف قد تطرأ على الشبكة عندما لا تتغير عملية البروتوكولات ذات المستوى العالي في الشبكة .ان من الأمثلة العملية المفسرة لم يعد ما سبق ذو اهمية وذلك لأنه يسمح لمتصفح الإنترنت بتشغيل تعليمات البرمجية ذاتها .
الإنترنت
يعتبر الإنترنت شبكة عالمية من أجهزة الحاسوب وشبكات الحاسوب التي تتواصل مع بعضها البعض باستخدام بروتوكول الإنترنت ،

إن أي جهاز حاسوب متصل بالإنترنت له عنوان (IP) فريد من نوعه حيث يمكن استخدامه من خلال أجهزة الكمبيوتر الأخرى وذلك لتتوصل اليه . وبالتالي، أي جهاز حاسوب على شبكة الإنترنت يمكنه إرسال رسالة إلى أي جهاز كمبيوتر آخر وذلك باستخدام عنوان بروتوكول الإنترنت الخاص به، وتحمل هذه الرسائل معها عنوان (IP) للحواسيب الأصلية مما يسمح بالاتصالات ثنائية الاتجاه، وبالتالي فإن الإنترنت هو تبادل للرسائل بين الحواسيب.

وتشير التقديرات إلى أن 51٪ من المعلومات التي تتدفق من خلال الشبكات ذات الإتجاهين في عام 2000 كانت تتدفق من خلال الإنترنت (42٪ من ما تبقى معظمه من خلال الهاتف الارضي الثابت)، وبحلول عام 2007 هيمن الإنترنت بشكل واضح والتقط ما نسبته (97٪) من المعلومات في شبكات الاتصالات السلكية واللاسلكية (2٪) من ما تبقى معظمه من الهواتف المحمولة.
كما في 2008، يقدر ما نسبته 2.19٪ من سكان العالم أصبح بإمكانهم الوصول إلى الإنترنت بأعلى معدلات الوصول المقاسة كنسبة مئوية من السكان) ففي أمريكا الشمالية 73.6٪ وفي وقيانوسيا أستراليا (59.5٪) واما أوروبا (48.1٪)
إلا أن في شروط الوصول إلى النطاق العريض سجلت أيسلندا ما نسبته (26,7٪)، وكوريا الجنوبية (25.4) اما هولندا (25,3٪).

يعمل الإنترنت بشكل جزئي وذلك بسبب البروتوكولات التي تتحكم بنطاق أجهزة الكمبيوتر والموجهات المستخدمة للتواصل مع بعضها البعض. وان طبيعة شبكة الاتصالات تفسح المجال إلى نهج الطبقات التي تعد بروتوكولات فردية في كومة من البروتوكولات أكثر أو أقل استقلالا من بروتوكولات أخرى. وهذا يسمح لبروتوكولات المستوى الأدنى ان تخصص لظروف قد تطرأ على الشبكة عندما لا تتغير عملية البروتوكولات ذات المستوى العالي في الشبكة .ان من الأمثلة العملية المفسرة لم يعد ما سبق ذو اهمية وذلك لأنه يسمح لمتصفح الإنترنت بتشغيل تعليمات البرمجية ذاتها .

### الإنترنت
بغض النظر عما إذا كان الحاسوب المشغل متصلا بالإنترنت من خلال الإيثرنت أوالاتصال عبر واي فاي. غالبا ما يتم الحديث عن البروتوكولات من حيث مكانها في النظام المرجعي، الذي نشأ في 1983 كخطوة اولى في محاولة غير ناجحة لبناء رزمة بروتوكولات الشبكات المعتمدة عالميا.
بالنسبة للإنترنت، يمكن أن يختلف بروتوكول الربط المادي وبروتوكول وصلة البيانات كلما تجاوزت الحزم العالم.
ويرجع ذلك إلى أن الإنترنت لا تضع أي قيود على ما يستخدم بروتوكول الربط المادي أوبروتوكول وصلة البيانات. وهذا يؤدي إلى اعتماد وسائل الإعلام والبروتوكولات التي تناسب وضع الشبكة المحلية. وفي الممارسة العملية، فإن معظم الاتصالات العابرة للقارات ستستخدم بروتوكول أسلوب النقل غير المتزامن (ATM)
(أو المعادل الحديث) على رأس الألياف البصرية. وذلك لأن في معظم الاتصالات عبر القارات تتقاسم الإنترنت نفس البنية التحتية لشبكة الهاتف العامة المتغيرة.
في طبقة الشبكة، الخصائص أصبحت موحدة مع بروتوكول الإنترنت التي اعتمدت العنونة المنطقية. على شبكة الإنترنت العالمية، هذه (عناوين بروتوكولات الإنترنت) مستمدة من شكل قابل للقراءة البشرية باستخدام نظام اسم الموقع
(مثال: العنوان 172.14.207.99
مستمد من www.google.com).
في هذه اللحظة، النسخة الأكثر استخداما على نطاق واسع من بروتوكول الإنترنت هي الاصدارالرابع، لكن الانتقال إلى الإصدار السادس قريب الحدوث.
في طبقة النقل، معظم الاتصالات تعتمد اما بروتوكول ضبط الإرسال أو بروتوكول حافظ بيانات المستخدم. بروتوكول ضبط الإرسال يستخدم عندما يكون من الضروري استلام كل رسالة مرسلة بواسطة الكمبيوتر الآخر بينما بروتوكول حافظ البيانات يستخدم عندما يكون مرغوبا فيه فقط.
مع بروتوكول ضبط الإرسال، يتم إعادة إرسال الرزم (مجموعة الرسائل) إذا ضاعت ويتم ترتيبها قبل عرضها على الطبقات العليا.
مع بروتوكول حافظ بيانات المستخدم، لا يتم ترتيب الحزم أو إعادة ارسالها في حال ضياعها.
حزم كلا البروتوكولان تحمل رقم البوابة معهم لتحدد التطبيق أو المسار الذي يجب اتخاذه.
لان بعض بروتوكولات مستوى التطبيقات أو طبقة التطبيقات تستخدم منفذ محدد.
مدبروا الشبكة يستطيعوا معالجة حركة المرور لتلائم المتطلبات المحددة.كأن يقيدوا الوصول للانترنت من خلال حجب حركة المرور المتوجهة إلى منفذ معين (بوابة معينة) أو من خلال التاثير على اداء تطبيقات معينة بواسطة تحديد الاولويات.
فوق طبقة النقل، هناك بروتوكولات معينة تستخدم أحيانا وتتناسب كثيرًا في طبقات الجلسة والعرض، وعلى الأخص بروتوكولات طبقة المقابس الآمنة وطبقة أمان النقل. هذه البروتوكولات تضمن انتقال البيانات بين الطرفين بسرية تامة.
وأخيرا، في طبقة التطبيقات، العديد من البروتوكولات معروفة لدى مستخدمي الإنترنت،
مثل بروتوكول نقل النصوص التشعبية (تصفح الإنترنت)، بروتوكول مكتب البريد (بريد الكتروني)، بروتوكول نقل الملفات (انتقال الملف)، بروتوكول حديث التواصل على الإنترنت (دردشة عبر الإنترنت)، بروتوكول مشاركة الملفات، وبروتوكول الرسالة الفورية.
بروتوكول الصوت عبر الإنترنت، يسمح استخدام حزم البيانات في الاتصالات الصوتية المتزامنة. وتصنف رزم البيانات هنا على أنها رزم لنوع الصوت ويمكن تحديدها من قبل مسؤولي الشبكة بحيث تكون المحادثة المتزامنة في الوقت الفعلي أقل عرضة للتنافس مع الأنواع الأخرى من البيانات التي تتحمل التأجيل (كما في نقل الملفات أو البريد الإلكتروني) أوالبيانات التي تخزن مؤقتا (الصوت والفيديو) دون ضرر. تحديد الاولويات هنا يجدي نفعا في حال امتلاك الشبكة القدرة الكافية لتحمل جميع مكالمات (بروتوكول الصوت عبر الإنترنت) التي تتم بنفس الوقت ومن الشبكات التي تدعم تحديد الاولويات شبكات الشركات الخاصة، ولكن الإنترنت لا تدار عمومًا بهذه الطريقة، وبالتالي يمكن أن يكون هناك اختلاف كبير في نوعية مكالمات (بروتوكول الصوت عبر الإنترنت) عبر الشبكة الخاصة أو عبر شبكة الإنترنت العامة.

### الشبكة المحلية والشبكة واسعة النطاق
وعلى الرغم من نمو شبكة الإنترنت، وخصائص شبكات الاتصال المحلية (LAN)-شبكات الحاسوب التي لا تتعدى بضعة كيلومترات – تظل متميزة. وهذا لأن الشبكات بهذا الحجم لا تحتاج إلى كافة الميزات المرتبطة بشبكات أكبر وغالباً ما تكون أكثر فعالة من حيث التكلفة والكفاءة دون لهم. عندما لم تكن متصلاً بشبكة الإنترنت، كما أن لها مزايا الخصوصية والأمن. ومع ذلك، فإن الغرض من عدم وجود اتصال مباشر بالإنترنت لا يوفر حماية مضمونة من المتسللين، والقوات العسكرية، أو القوى الاقتصادية. وتوجد هذه التهديدات إذا كان هناك أي وسائل للاتصال عن بعد إلى شبكة الاتصال المحلية.
شبكات المناطق الواسعة (WANs) هي شبكات الكمبيوتر الخاصة التي قد تمتد لآلاف الكيلومترات. مرة أخرى بعض مزاياها تشمل الخصوصية والأمن.ومن بين المستخدمين الرئيسيين للشبكات المحلية الخاصة والشبكات الواسعة النطاق القوات المسلحة ووكالات الاستخباراتالتي يجب أن تبقي معلوماتها آمنة وسرية.
في منتصف الثمانينات، ظهرت عدة مجموعات من بروتوكولات الاتصال لسد الثغرات بين طبقة ارتباط البيانات وطبقة التطبيق نموذج المرجعيOSI. هذه شملت AppleTalk وIPX NetBIOS مع البروتوكول المهيمنة خلال أوائل التسعينات يجري IPX بسبب شعبيتها مع مستخدمي MS-DOS. TCP/IP موجودة عند هذه النقطة، بل أنه عادة لا يستخدم إلا بحكومة كبيرة ومرافق البحوث.[
]
ومع ازدياد شعبية شبكة الإنترنت وحركة المرور المطلوبة يتم توجيهها إلى الشبكات الخاصة، حلت بروتوكولات TCP/IP محل تكنولوجيات الشبكات المحلية القائمة.يسمح تكنولوجيات إضافية، مثل DHCP، TCP/IP-تعتمد أجهزة الكمبيوتر تكوين ذاتي في الشبكة. وتوجد هذه الوظائف أيضًا في مجموعات بروتوكول AppleTalk/IPX/NetBIOS.[.]
وفي حين وضع نقل متزامن (ATM) أو تبديل تسمية Multiprotocol (MPLS) بروتوكولات وصلة البيانات النموذجية للشبكات الكبيرة مثل الشبكات الواسعة؛ Ethernet وToken Ring بروتوكولات وصلة البيانات النموذجية للشبكات المحلية. تختلف هذه البروتوكولات من البروتوكولات السابقة حيث أنها أكثر بساطة، مثل حذف ميزات مثل جودة الخدمة الضمانات، وتوفر الوقاية من الاصطدام. كل من هذه الاختلافات تسمح لنظم أكثر اقتصاد.
وعلى الرغم من شعبية متواضعة من IBM Token Ring في الثمانينيات والتسعينيات، تقريبا جميع الشبكات المحلية الآن استخدام مرافق Ethernet سلكية أو لاسلكية. في طبقة الفعلية على استخدام معظم تطبيقات Ethernet السلكي النحاس الملتوية زوج كابلات (بما في ذلك شبكات 10base-t أحادية المشتركة). ومع ذلك، بعض تطبيقات مبكرة تستخدم الكابلات المحورية أثقل وبعض تطبيقات الأخيرة (وخصوصا منها عالية السرعة) استخدام الألياف البصرية. .[.] وعندما يتم استخدام الألياف البصرية، ينبغي التمييز بين الألياف المتعدد والألياف طريقة واحدة. يمكن اعتبار الألياف المتعدد كأكثر سمكا من الألياف الضوئية التي أرخص لتصنيع أجهزة، ولكن التي تعاني من أقل من عرض النطاق الترددي للاستخدام والتوهين أسوأ – مما يعني أداء مسافات طويلة الأكثر فقراً. [.]
زادت قدرة فعالة لتبادل المعلومات في جميع أنحاء العالم من خلال شبكات الاتصالات السلكية واللاسلكية ذات اتجاهين من 281 بيتابايت من المعلومات (على النحو الأمثل مضغوطة) في عام 1986، إلى بيتابايت 471 في 1993، إلى 2.2 أكسا بايت (مضغوط على النحو الأمثل) في عام 2000، وإلى 65 أكسا بايت (مضغوط على النحو الأمثل) في عام 2007. [83] وهذا ما يعادل إعلامية من صفحتين صحيفة للشخص الواحد يوميا في عام 1986، وست صحف كاملة للشخص الواحد في اليوم بحلول عام 2007. [96] ونظرا لهذا النمو، الاتصالات السلكية واللاسلكية تلعب دوراً متزايد أهمية في الاقتصاد العالمي، وصناعة الاتصالات السلكية واللاسلكية العالمية على وشك قطاعا مبلغ 4.7 تريليون في عام 2012. [40] [97] إيرادات الخدمات لصناعة الاتصالات السلكية واللاسلكية العالمية قدرت بمبلغ 1.5 تريليون في عام 2010، الموافق 2-4 الناتج المحلي الإجمالي (الناتج المحلي الإجمالي) في العالم. [40]

## منظومات الاتصال من بعد
يعتمد تصنيف منظومات الاتصال من بعد اعتماداً كبيراً على خصائص المعلومات المنقولة وطبيعة القناة المستخدمة للنقل وطريقة التضمين.
أما أهم هذه المنظومات وخصائصها العامة واستخداماتها الرئيسية فهي:
المنظومات التمثيلية: analog systems يتم في هذه المنظومات نقل الإشارة الممثلة للمعلومات آنياً وباستمرار مع الزمن. وعند استخدام التضمين في طرف الإرسال يتم تغيير أحد عوامل الموجة الحاملة بما يتناسب مع الإشارة المنقولة، وتكون الموجة الحاملة في العادة جيبية الشكل وذات تردد أكبر بكثير من تردد أي من مركبات الإشارة المراد نقلها، ويسمى هذا النوع من التضمين تضمين الموجة المستمرة continuous wave modulation، وواضح أن هذا النوع من التضمين يلائم الإشارات التي تتغير باستمرار مع الزمن. فإذا كان العامل الذي يتم تغييره في عملية التضمين هو مطال الموجة الحاملة فيسمى التضمين تضميناً مطالياً أو تضميناً سعوياً amplitude modulation.
أما إذا كان العامل هو التردد فيسمى التضمين تضميناً ترددياً frequency modulation، وإذا كان العامل هو طور الموجة الحاملة فيسمى التضمين تضميناً طورياً phase modulation.
يستخدم التضمين المطالي استخداماً رئيسياً في أنظمة البث الإذاعي والتلفزيوني وفي منظومات الاتصال وحيدة الحزمة الجانبية single side band للمسافات البعيدة، وفي دارات تأليف المنضدات بالتقسيم الترددي (FDM) frequency division multiplex، وذلك للحصول على إشارة واحدة تمثل عدداً كبيراً من الإشارات المستقلة المعبرة عن معلومات مختلفة (قنوات هاتفية، قنوات تلفزيونية) ويتم ذلك بإزاحة حزمة الترددات الأساسية، لتشغل كل إشارة منها حيزاً جديداً، ثم تنضيد الواحدة تلو الأخرى. ويستخدم التضمين الترددي في أنظمة البث الإذاعي عالي الجودة وفي نظم الاتصالات المكروية الأرضية والفضائية. أما التضمين الطوري فهو نادر الاستخدام في المنظومات التمثيلية في حين يستخدم كثيراً في المنظومات الرقمية على شكل الانزياح الطوري المفتاحي phase shift keying (PSK).
وتكمن أهمية التضمين الطوري في العلاقة الوثيقة بينه وبين التضمين الترددي فيمكن تصنيفهما باسم التضمين الزاوي angle modulation.
ويدخل أيضاً في هذا التصنيف منظومات الاتصال من بعد في حزمة القاعدة base band التي تنقل الإشارة مباشرة على خطوط النقل السلكية المختلفة، ويمكن أن تكون هذه الإشارة مفـردة (إشارة هاتفية، إشارة صورة...) أو تكون إشارة لعلها منضدة بالتقسيم الترددي (FDM).
المنظومات الرقمية: digital systems: تُنقل في هذه المنظومات عينات من الإشارة المراد إرسالها مأخوذة دورياً في أزمنة محددة وتعتمد هذه المنظومات أساساً على نظرية شانون shannon theorem، التي تقول: «يكفي لإعادة تركيب الإشارة المنقولة من طرف المستقبل إرسال عينات منها بتردد يساوي ضعفي أعلى تردد في مركبات تلك الإشارة المنقولة أو أكبر منهما».
ويستفاد من هذه الخاصية استفادة رئيسة في إرسال عينات لإشارات أخرى متعددة، ومستقل بعضها عن بعض، في الزمن الفاصل بين كل عينتين متتاليتين من الإشارة المنقولة، وهو ما يعرف بالتنضيد بالتقسيم الزمني time division multiplexing (TDM).
ويتم إرسال هذه العينات عادة بطرائق مختلفة تندرج جميعها تحت اسم التضمين النبضي pulse modulation، وأهم أنواعه:
- تضمين مطال (سعة) النبضة PAM
- Pulse amplitude modulation
- تضمين عرض النبضة PWM
- Pulse width modulation
- تضمين مكان النبضة PPM
- Pulse position modulation
- تضمين رمز النبضة PCM
- Pulse code modulation

ويعد تضمين رمز النبضة PCM أشهر أنواع التضمين النبضي وأكثرها استخداماً في النظم الرقمية، ويتم فيه تقويم كل عينة قبل إرسالها بسلم تقويم ذي عدد معين من مستويات التقويم المنفصلة، لتعطي العينة القيمة العشرية الصحيحة الأقرب إلى وضع العينة على سلم التقويم، ومن ثم يتم ترميز هذه القيمة الصحيحة بالنظام الثنائي binary system، ويرسل العدد الثنائي المعبر عن قيمة العينة على شكل إشارة كهربائية مناسبة. وقد أخذت هذه المنظومات اسمها أي «المنظومات الرقمية» من هذا النوع من التضمين.
وتستخدم المنظومات الرقمية بكثرة في مجال الاتصالات الهاتفية الحديثة ولاسيما في المقاسم الهاتفية الإلكترونية وفي نظم الاتصالات ذات السعات الكبيرة كالمنظومات المكروية الأرضية أو عن طريق السواتل الصنعية.

## قنوات الإرسال السلكية
تعد قنوات الإرسال السلكية الوسيلة المادية للوصل بين طرفي الاتصال: المصدر والجهة المقصودة، وهي أقدم وسائل نقل المعلومات وأهمها. وتتألف قنوات الإرسال السلكية فيزيائياً من خطوط النقل transmission lines بأنواعها كافة وأشكالها المختلفة، وأبسط هذه الأنواع خط النقل الذي يتألف من سلكين ناقلين معزولين أحدهما عن الآخر ومتوازيين أو مجدولين.
تطبق الإشارة المراد نقلها عند بداية الخط فتنتشر فيه على شكل موجة جهد وموجة تيار كهربائيتين تتغير قيم محدديهما الرئيسين المطال والطور تبعاً لكل من المسافة والزمن. وتكون سرعة انتشار الموجتين مساوية تقريباً لسرعة الضوء، وتتعلق تغيرات محددات الإشارة المنقولة بالخواص العامة لخط النقل، التي تتحدد هي أيضاً بثوابته الأولية والثانوية.
تتوقف الثوابت الأولية لخط النقل على تركيبه الفيزيائي (المادة المصنوع منها وقطر الأسلاك المستخدمة والبعد بينها وأشكالها ونوع العازل المستخدم).
وتتوقف ثوابته الثانوية على كل الثوابت الأولية وتردد العمل. ويبين الشكل 2 الدارة الكهربائية المكافئة لجزء من خط نقل طوله ΔX بدلالة ثوابته الأولية.
أما الثوابت الثانوية للخط فهي: الممانعة المميزة ZO وثابت الانتشار (γ).
ويعتمد حساب الثوابت الأولية على تطبيق نظريات التيار الكهربائي والحقول الكهرمغنطيسية. وتعطى هذه الثوابت في العادة من الصانع أو بجداول خاصة ضمن شروط محددة. ويلجأ في التطبيقات العملية إلى إجراء بعض التقريبات الحسابية مع مراعاة قيمة تردد العمل وأثره عند حساب الثوابت الأولية والثانوية مما يسمح بالحصول على علاقات بسيطة تعطي نتائج جيدة.
أما تصنيف خطوط النقل فيكون بحسب أشكالها واستخداماتها وأنواعها على النحو التالي:
الخطوط الهوائية: وهي من أقدم الخطوط المستخدمة لنقل المعلومات وتتألف من ناقلين نحاسيين عاريين ومثبتين بوساطة عوازل مناسبة على أعمدة خشبية أو حديدية أو أسمنتية، ويكون البعد بين كل عمودين متتاليين نحو 50 متراً وارتفاع مكان تثبيت النواقل على الأعمدة من 4 إلى 12متراً. وتستخدم هذه الخطوط لنقل القنوات الهاتفية المنضدة بالتقسيم الترددي FDM ذات السعات الصغيرة أو القنوات الهاتفية المفردة.
الكبلات الهاتفية: وهي خطوط نقل شفعية مفردة أو متعددة الأزواج مصنوعة من نواقل نحاسية معزول بعضها عن بعض بعازل مناسب وموجودة ضمن غلاف عازل خارجي وتختلف فيما بينها بحسب أسلوب جدلها، فتكون زوجية أو رباعية نجمية أو رباعية زوجية كما تختلف بحسب نوع العازل ورقياً كان أم من اللدائن المحقونة، أو بحسب نوع الشبكة فتكون شبكة بعيدة المدى أو متوسطة المدى أو كبلات مباشرة مع المشتركين.
الكبلات المحورية: وتتألف من ناقل نحاسي يخترق أنبوباً ناقلاً شبكياً أو أسطوانياً، ويفصل بينهما مادة عازلة مناسبة ويحيط بالأنبوب الخارجي كذلك عازل مناسب آخر. ويوجد نوعان رئيسان من الكبلات المحورية: الكبلات المرنة flexible coaxial cable والكبلات الصلبة solid coaxial cable أما من حيث عدد الأنابيب المستخدمة فيها فهناك الكبلات ذات الأنبوب الواحد، وهي أبسط أشكال الكبلات المحورية، والكبلات ذات الأنابيب المتعددة (ثنائية أو رباعية أو أكثر). كما قد يوجد ضمن الكبلات متعددة الأنابيب عدة أزواج من النواقل المعزول بعضها عن بعض تستخدم لأغراض خاصة أو لخدمة بعض خطوط الاتصال الفرعية على طول مسار الكبل الرئيسي.
الكبلات ذات الألياف الضوئية: fibre optic cables ظهرت هذه الكبلات نتيجة تزايد الحاجة إلى خطوط ذات سعات (عدد قنوات) كبيرة جداً، وارتفاع كلفة المواد الأولية، وثقل الكبلات التقليدية، وقد أمكن ذلك بفضل تطور علم الضوء ولاسيما الليزر واستخدام الألياف الزجاجية وسطاً لانتشار الأمواج الضوئية وتتميز هذه الكبلات بقدرتها على نقل كمية كبيرة من المعلومات في آن واحد، وقلة الضجيج بالموازنة مع الكبلات التقليدية إذ تختفي هنا مشاكل التداخل والإشعاع على طول الكبل ويختفي تأثير المجال الكهرمغنطيسي. ومن ميزاتها كذلك ضآلة التخامد الذي تتعرض له الموجة الضوئية الحاملة للمعلومات في أثناء النقل مما يسمح بزيادة المسافة بين المقويات، وكبر عرض المجال الذي قد يصل إلى بضع مئات من الميغاهرتز، إضافة إلى خفة الوزن والمرونة العالية.

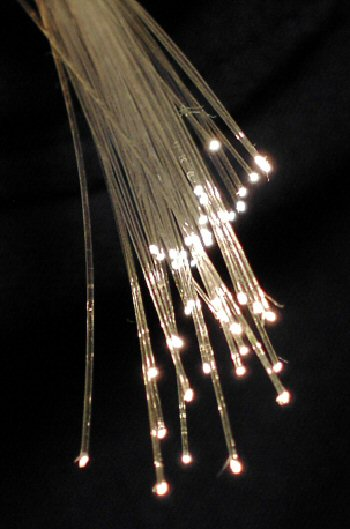
الألياف البصرية أرخص لعرض النطاق الترددي لمسافات طويلة.

## قنوات الإرسال اللاسلكية
تعتمد قنوات الإرسال اللاسلكية على خواص انتشار الموجات الكهرمغنطيسية في الهواء والفراغ المحيط بالكرة الأرضية لتحقق الاتصال بين المصدر والجهة المقصودة. وتعد الموجة الكهرمغنطيسية، وتسمى أيضاً الموجة الراديوية، وسيطاً لنقل المعلومات بين طرفي الاتصال وتتألف الموجة الكهرمغنطيسية من حقلين متلازمين دائماً: الحقل الكهربائي والحقل المغنطيسي. ويتغير هذان الحقلان بتردد يساوي تردد الموجة، ويكونان متعامدين وتنتشر الموجة باتجاه عمودي على جبهتها وهي المستوى المشكل من شعاعي حقليها الكهربائي والمغنطيسي.
الخواص الرئيسة للموجة الراديوية هي:
التردد f: وهو عدد الدورات في الثانية ويقاس بواحدة هرتز.
طول الموجة λ: وهو المسافة التي تقطعها الموجة في زمن يساوي دوراً واحداً T وتقاس بالمتر.
سرعة انتشار V: وهي تساوي سرعة الضوء C التي تساوي 300.000 كيلومتر/ ثانية.
شدة الموجة: وهي مقدار يعبر عن الاستطاعة الناتجة من الموجة في نقطة ما. ويستخدم عادة للتعبير عن شدة الموجة الكهرمغنطيسية وشدة حقلها الكهربائي الذي يقاس بواحدة ميكروفلط/ متر.
وتتوقف قيمة شدة الحقل الأصغرية، للحصول على استقبال جيد ومقبول، على عدة عوامل أهمها: التردد ونوع الإشارة المحمولة ومقدار التداخل الموجود، ونوع الهوائي المستخدم للاستقبال.
استقطاب الموجة: وهو تعبير يحدد اتجاه الحقل الكهربائي للموجة الراديوية ويكون الاستقطاب أفقياً عندما يكون اتجاه الحقل الكهربائي موازياً لسطح الأرض، ويكون عمودياً عندما يكون اتجاهه شاقولياً على سطح الأرض. وهناك نوع آخر من الاستقطاب وهو الاستقطاب الدائري وفيه يرسم رأس شعاع الحقل الكهربائي في أثناء انتشار الموجة شكلاً لولبياً.
وتصنف قنوات الإرسال اللاسلكية عادة بحسب تردد الموجة أو طولها ويختلف بعضها عن بعضها الآخر بخواص انتشار الموجة الكهرمغنطيسية ومجالات استخدامها.
وفيما يلي أهم هذه الأصناف:
الموجات الطويلة جداً VERY LONG WAVES (VLW): أو الموجات ذات الترددات المنخفضة جداً very law frequency (VLF) وتراوح تردداتها بين 10 و30 كيلو هرتز. وتتصف خواص انتشارها بتخامد ضعيف في كل الأوقات وتستخدم للاتصالات البعيدة جداً.
الموجات الطويلة long waves (LW): أو الموجات ذات الترددات المنخفضة low frequency (LF) وتراوح تردداتها بين 30و300 كيلو هرتز. وتشبه خواص انتشارها في الليل الموجات الطويلة جداً وتتعرض للامتصاص في أثناء النهار، وتستخدم أيضاً للاتصالات البعيدة والخدمات البحرية.
الموجات المتوسطة middle waves (MW): وتراوح تردداتها بين 300 و3000 كيلوهرتز وتتصف بتخامد قليل في الليل وكبير في النهار وتستخدم في البث الإذاعي ذي التضمين المطالي (التضمين السعوي) والاتصالات البحرية والهاتفية بين الموانئ والسفن.
الموجات القصيرة short waves (SW): أو الموجات ذات الترددات العالية high frequency وتراوح تردداتها بين 3 و30 ميغاهرتز وتختلف شروط انتشارها بحسب أوقات النهار والفصول وتستخدم للاتصالات لمسافات بعيدة ومتوسطة مستفيدة من خواص الانكسار والانعكاس في طبقات الجو المتأينة وكذلك في البث الإذاعي ذي التضمين المطالي (التضمين السعوي).
الموجات القصيرة جداً very high frequency (VHF): وتراوح تردداتها بين 30 و300 ميغاهرتز. وتعتمد خواص انتشارها اعتماداً رئيساً على وجود خط نظر بين طرفي الاتصال وتستخدم للاتصالات على مسافات قصيرة وفي البث التلفزيوني والإذاعي عالي الجودة وأنظمة الملاحة الجوية والرادار.
الموجات ذات الترددات فوق العالية جداً ultra high frequency: وتراوح تردداتها بين 300و 3000 ميغاهرتز وتشبه خواص انتشارها واستخداماتها الموجات القصيرة جداً.
الموجات المكروية micro waves: ويطلق هذا التعبير على الموجات التي تراوح تردداتها بين 1 و100 غيغاهرتز (غيغاهرتز= ألف ميغاهرتز) وتشبه خواص انتشارها واستخداماتها الموجات ذات الترددات فوق العالية جداً وتستخدم في الرادار ووصلات الاتصالات المكروية الأرضية أو في السواتل الصنعية.

## الناحية الاقتصادية في الاتصال من بعد
لا يعتمد اختيار أي نظام اتصال من بعد لتحقيق أغراض معينة على التقنية الممكن استخدامها وكلفتها فقط، بل على الكلفة النسبية للحلول المختلفة المتوافرة، ويلجأ للموازنة بين مختلف الحلول والمنظومات المحتملة اقتصادياً إلى دراسة القيمة الحالية للكلفة السنوية present value of annoal charges(PVAC) التي تراعي كلاً من رأس المال والنفقات المستمرة للمشروع في المدة الزمنية الكلية المتوقعة لاستثماره، والتي لا تقل عن عشرين سنة. أما من وجهة نظر مميزات التمويل النقدي لمختلف النفقات فإن أفضل المشاريع هي التي يمكن تجزئتها إلى مراحل لتفي كل مرحلة منها بالمتطلبات الحالية والمتوقعة لمدة زمنية قصيرة.
وقد تبين أن القيمة الحالية النسبية للكلفة السنوية تنخفض مع زيادة عدد الدارات الكلية للمنظومة المختارة ومع زيادة سعة المنظومة المعتمدة، ويلاحظ أيضاً أن المنظومات الرقمية أقل كلفة من التمثيلية ولاسيما عند زيادة عدد الدارات الكلية.